# Capareiro
Capareiro es una aldea perteneciente a la parroquia de Boal, en el concejo de Boal, comarca de Eo-Navia, Principado de Asturias, España.
Cuenta con una población de 6 habitantes (INE, 2013) y se encuentra a unos 160 m de altura sobre el nivel del mar, en la margen izquierda del río Navia. Dista unos 8 km de la capital del concejo, tomando desde ésta la carretera local BO-1.